# Karuna (Finlande)
Pour les articles homonymes, voir Karuna.
Karuna est une ancienne municipalité du sud-ouest de la Finlande.
La paroisse est fondée en 1680 à la suite d'un redécoupage de la paroisse de Sauvo. La première église en bois est terminée en 1685. Pendant plusieurs siècles, elle n'est qu'une petite communauté vivant de l'agriculture et de la pêche, où cohabitent villageois parlant le finnois et le suédois. La majeure partie des terres appartiennent alors au manoir de Karuna.
En 1910, la nouvelle église est terminée, et l'ancienne est déplacée à Helsinki, dans le musée en plein air de Seurasaari dont elle constitue encore aujourd'hui la principale attraction.
La municipalité disparait en 1969 lorsque la majeure partie de la commune est rattachée à Sauvo (et la petite île de Sandö cédée à Kimito). Aujourd'hui, l'ancien territoire compte environ 700 habitants, près de deux fois moins qu'au moment de la fusion.